# Gardenstown
 (janvier 2024).
Gardenstown est un village situé dans l'Aberdeenshire, en Écosse.